# Fußball-Europameisterschaft 2008/Gruppe A
In der Gruppe A der Fußball-Europameisterschaft 2008 stand der Favorit aus Portugal bereits nach zwei Spieltagen als Gruppenerster fest, verlor das abschließende Spiel gegen die bereits ausgeschiedenen Schweizer Gastgeber jedoch mit 0:2. Die Türkei und Tschechien gewannen beide gegen die Schweiz und standen sich am 3. Spieltag im entscheidenden Gruppenspiel gegenüber. Tschechien führte bereits mit 2:0, bevor die Türkei ab der 75. Minute das Spiel noch drehte und somit den Viertelfinaleinzug perfekt machte.
| Pl.                                                                                           | Land       | Sp. | S | U | N | Tore    | Diff. | Punkte |
| --------------------------------------------------------------------------------------------- | ---------- | --- | - | - | - | ------- | ----- | ------ |
| 1.                                                                                            | Portugal   | 3   | 2 | 0 | 1 | 005:300 | +2    | 06     |
| 2.                                                                                            | Türkei     | 3   | 2 | 0 | 1 | 005:500 | ±0    | 06     |
| 3.                                                                                            | Tschechien | 3   | 1 | 0 | 2 | 004:600 | −2    | 03     |
| 4.                                                                                            | Schweiz    | 3   | 1 | 0 | 2 | 003:300 | ±0    | 03     |
| Für die Platzierung 1 und 2 sowie 3 und 4 ist der direkte Vergleich maßgeblich (siehe Modus). |            |     |   |   |   |         |       |        |

## Schweiz – Tschechien 0:1 (0:0)
| Schweiz                                                      | Schweiz | Tschechien | Tschechien | Aufstellung                          |
| ------------------------------------------------------------ | --- | --- | ---------- | ------------------------------------ |
| Schweiz                                                      | \| 1. Spieltag \| \| Samstag, 7. Juni 2008 um 18:00 Uhr in Basel (St. Jakob-Park) \| \| Zuschauer: 39.730 (ausverkauft) \| \| Schiedsrichter: Roberto Rosetti ( Italien) \| \| Spielbericht \|                                                                                      | \| 1. Spieltag \| \| Samstag, 7. Juni 2008 um 18:00 Uhr in Basel (St. Jakob-Park) \| \| Zuschauer: 39.730 (ausverkauft) \| \| Schiedsrichter: Roberto Rosetti ( Italien) \| \| Spielbericht \|                                                                   | Tschechien | Aufstellung Schweiz gegen Tschechien |
| Schweiz                                                      | Diego Benaglio – Stephan Lichtsteiner (75. Johan Vonlanthen), Patrick Müller, Philippe Senderos, Ludovic Magnin – Valon Behrami (84. Eren Derdiyok), Gökhan Inler, Gelson Fernandes, Tranquillo Barnetta – Alexander Frei (46. Hakan Yakin), Marco Streller Cheftrainer: Jakob Kuhn | Petr Čech – Zdeněk Grygera, Tomáš Ujfaluši , David Rozehnal, Marek Jankulovski – Libor Sionko (83. Stanislav Vlček), David Jarolím (87. Radoslav Kováč), Tomáš Galásek, Jan Polák, Jaroslav Plašil – Jan Koller (56. Václav Svěrkoš) Cheftrainer: Karel Brückner | Tschechien | Aufstellung Schweiz gegen Tschechien |
| Schweiz                                                      | 0:1 Svěrkoš (71.) | | Tschechien | Aufstellung Schweiz gegen Tschechien |
| Schweiz                                                      | Ludovic Magnin (59.), Johan Vonlanthen (76.), Tranquillo Barnetta (90.+3') | | Tschechien | Aufstellung Schweiz gegen Tschechien |
| Schweiz                                                      | Spieler des Spiels: Tomáš Ujfaluši (Tschechien) | | Tschechien | Aufstellung Schweiz gegen Tschechien |
| 1. Spieltag                                                  | | |            |                                      |
| Samstag, 7. Juni 2008 um 18:00 Uhr in Basel (St. Jakob-Park) | | |            |                                      |
| Zuschauer: 39.730 (ausverkauft)                              | | |            |                                      |
| Schiedsrichter: Roberto Rosetti ( Italien)                   | | |            |                                      |
| Spielbericht                                                 | | |            |                                      |

## Portugal – Türkei 2:0 (0:0)
| Portugal                                                     | Portugal | Türkei | Türkei | Aufstellung                       |
| ------------------------------------------------------------ | --- | --- | ------ | --------------------------------- |
| Portugal                                                     | \| 1. Spieltag \| \| Samstag, 7. Juni 2008 um 20:45 Uhr in Genf (Stade de Genève) \| \| Zuschauer: 29.106 (ausverkauft) \| \| Schiedsrichter: Herbert Fandel ( Deutschland) \| \| Spielbericht \|                            | \| 1. Spieltag \| \| Samstag, 7. Juni 2008 um 20:45 Uhr in Genf (Stade de Genève) \| \| Zuschauer: 29.106 (ausverkauft) \| \| Schiedsrichter: Herbert Fandel ( Deutschland) \| \| Spielbericht \|                                                     | Türkei | Aufstellung Portugal gegen Türkei |
| Portugal                                                     | Ricardo – José Bosingwa, Pepe, Ricardo Carvalho, Paulo Ferreira – Petit, João Moutinho – Cristiano Ronaldo, Deco (90.+2' Fernando Meira), Simão (83. Raúl Meireles) – Nuno Gomes (69. Nani) Cheftrainer: Luiz Felipe Scolari | Volkan Demirel – Hamit Altıntop (76. Semih Şentürk), Servet Çetin, Gökhan Zan (55. Emre Aşık), Hakan Balta – Kâzım Kâzım, Emre Belözoğlu , Mehmet Aurélio – Mevlüt Erdinç (46. Sabri Sarıoğlu), Tuncay Şanlı – Nihat Kahveci Cheftrainer: Fatih Terim | Türkei | Aufstellung Portugal gegen Türkei |
| Portugal                                                     | 1:0 Pepe (61.) 2:0 Meireles (90.+3') | | Türkei | Aufstellung Portugal gegen Türkei |
| Portugal                                                     | Kâzım Kâzım (4.), Gökhan Zan (51.), Sabri Sarıoğlu (73.) | | Türkei | Aufstellung Portugal gegen Türkei |
| Portugal                                                     | Spieler des Spiels: Pepe (Portugal) | | Türkei | Aufstellung Portugal gegen Türkei |
| 1. Spieltag                                                  | | |        |                                   |
| Samstag, 7. Juni 2008 um 20:45 Uhr in Genf (Stade de Genève) | | |        |                                   |
| Zuschauer: 29.106 (ausverkauft)                              | | |        |                                   |
| Schiedsrichter: Herbert Fandel ( Deutschland)                | | |        |                                   |
| Spielbericht                                                 | | |        |                                   |

## Tschechien – Portugal 1:3 (1:1)
| Tschechien                                                     | Tschechien | Portugal | Portugal | Aufstellung                           |
| -------------------------------------------------------------- | --- | --- | -------- | ------------------------------------- |
| Tschechien                                                     | \| 2. Spieltag \| \| Mittwoch, 11. Juni 2008 um 18:00 Uhr in Genf (Stade de Genève) \| \| Zuschauer: 29.016 \| \| Schiedsrichter: Kyros Vassaras ( Griechenland) \| \| Spielbericht \|                                                                          | \| 2. Spieltag \| \| Mittwoch, 11. Juni 2008 um 18:00 Uhr in Genf (Stade de Genève) \| \| Zuschauer: 29.016 \| \| Schiedsrichter: Kyros Vassaras ( Griechenland) \| \| Spielbericht \|                                               | Portugal | Aufstellung Tschechien gegen Portugal |
| Tschechien                                                     | Petr Čech – Zdeněk Grygera, Tomáš Ujfaluši , David Rozehnal, Marek Jankulovski – Libor Sionko, Marek Matějovský (68. Stanislav Vlček), Tomáš Galásek (73. Jan Koller), Jan Polák, Jaroslav Plašil (85. David Jarolím) – Milan Baroš Cheftrainer: Karel Brückner | Ricardo – José Bosingwa, Pepe, Ricardo Carvalho, Paulo Ferreira – Petit, João Moutinho (75. Fernando Meira) – Cristiano Ronaldo, Deco, Simão (80. Ricardo Quaresma) – Nuno Gomes (79. Hugo Almeida) Cheftrainer: Luiz Felipe Scolari | Portugal | Aufstellung Tschechien gegen Portugal |
| Tschechien                                                     | 1:1 Sionko (17.) | 0:1 Deco (8.) 1:2 Cristiano Ronaldo (63.) 1:3 Quaresma (90.+1') | Portugal | Aufstellung Tschechien gegen Portugal |
| Tschechien                                                     | Jan Polák (22.) | José Bosingwa (31.) | Portugal | Aufstellung Tschechien gegen Portugal |
| Tschechien                                                     | Spieler des Spiels: Cristiano Ronaldo (Portugal) | | Portugal | Aufstellung Tschechien gegen Portugal |
| 2. Spieltag                                                    | | |          |                                       |
| Mittwoch, 11. Juni 2008 um 18:00 Uhr in Genf (Stade de Genève) | | |          |                                       |
| Zuschauer: 29.016                                              | | |          |                                       |
| Schiedsrichter: Kyros Vassaras ( Griechenland)                 | | |          |                                       |
| Spielbericht                                                   | | |          |                                       |

## Schweiz – Türkei 1:2 (1:0)
| Schweiz                                                        | Schweiz | Türkei | Türkei | Aufstellung                      |
| -------------------------------------------------------------- | --- | --- | ------ | -------------------------------- |
| Schweiz                                                        | \| 2. Spieltag \| \| Mittwoch, 11. Juni 2008 um 20:45 Uhr in Basel (St. Jakob-Park) \| \| Zuschauer: 39.730 (ausverkauft) \| \| Schiedsrichter: Ľuboš Micheľ ( Slowakei) \| \| Spielbericht \|                                                                                     | \| 2. Spieltag \| \| Mittwoch, 11. Juni 2008 um 20:45 Uhr in Basel (St. Jakob-Park) \| \| Zuschauer: 39.730 (ausverkauft) \| \| Schiedsrichter: Ľuboš Micheľ ( Slowakei) \| \| Spielbericht \|                                                        | Türkei | Aufstellung Schweiz gegen Türkei |
| Schweiz                                                        | Diego Benaglio – Stephan Lichtsteiner, Patrick Müller, Philippe Senderos, Ludovic Magnin – Valon Behrami, Gökhan Inler, Gelson Fernandes (76. Ricardo Cabanas), Tranquillo Barnetta (66. Johan Vonlanthen) – Hakan Yakin (85. Daniel Gygax), Eren Derdiyok Cheftrainer: Jakob Kuhn | Volkan Demirel – Hamit Altıntop, Emre Aşık, Servet Çetin, Hakan Balta – Mehmet Aurélio – Gökdeniz Karadeniz (46. Semih Şentürk), Arda Turan – Tümer Metin (46. Mehmet Topal) – Nihat Kahveci (85. Kâzım Kâzım), Tuncay Şanlı Cheftrainer: Fatih Terim | Türkei | Aufstellung Schweiz gegen Türkei |
| Schweiz                                                        | 1:0 Yakin (32.) | 1:1 Şentürk (57.) 1:2 Turan (90.+2') | Türkei | Aufstellung Schweiz gegen Türkei |
| Schweiz                                                        | Eren Derdiyok (55.) | Tuncay Şanlı (31.), Mehmet Aurélio (41.), Hakan Balta (48.) | Türkei | Aufstellung Schweiz gegen Türkei |
| Schweiz                                                        | Spieler des Spiels: Arda Turan (Türkei) | | Türkei | Aufstellung Schweiz gegen Türkei |
| 2. Spieltag                                                    | | |        |                                  |
| Mittwoch, 11. Juni 2008 um 20:45 Uhr in Basel (St. Jakob-Park) | | |        |                                  |
| Zuschauer: 39.730 (ausverkauft)                                | | |        |                                  |
| Schiedsrichter: Ľuboš Micheľ ( Slowakei)                       | | |        |                                  |
| Spielbericht                                                   | | |        |                                  |

## Schweiz – Portugal 2:0 (0:0)
| Schweiz                                                       | Schweiz | Portugal | Portugal | Aufstellung                        |
| ------------------------------------------------------------- | --- | --- | -------- | ---------------------------------- |
| Schweiz                                                       | \| 3. Spieltag \| \| Sonntag, 15. Juni 2008 um 20:45 Uhr in Basel (St. Jakob-Park) \| \| Zuschauer: 39.730 (ausverkauft) \| \| Schiedsrichter: Konrad Plautz ( Österreich) \| \| Spielbericht \|                                                                                             | \| 3. Spieltag \| \| Sonntag, 15. Juni 2008 um 20:45 Uhr in Basel (St. Jakob-Park) \| \| Zuschauer: 39.730 (ausverkauft) \| \| Schiedsrichter: Konrad Plautz ( Österreich) \| \| Spielbericht \|                                          | Portugal | Aufstellung Schweiz gegen Portugal |
| Schweiz                                                       | Pascal Zuberbühler – Stephan Lichtsteiner (83. Stéphane Grichting), Patrick Müller, Philippe Senderos, Ludovic Magnin – Valon Behrami, Gelson Fernandes, Gökhan Inler, Johan Vonlanthen (61. Tranquillo Barnetta) – Hakan Yakin (86. Ricardo Cabanas), Eren Derdiyok Cheftrainer: Jakob Kuhn | Ricardo – Miguel, Pepe, Bruno Alves, Paulo Ferreira (41. Jorge Ribeiro) – Fernando Meira , Miguel Veloso (71. João Moutinho), Raúl Meireles – Ricardo Quaresma, Nani – Hélder Postiga (74. Hugo Almeida) Cheftrainer: Luiz Felipe Scolari | Portugal | Aufstellung Schweiz gegen Portugal |
| Schweiz                                                       | 1:0 Yakin (71.) 2:0 Yakin (83., Foulelfmeter) | | Portugal | Aufstellung Schweiz gegen Portugal |
| Schweiz                                                       | Hakan Yakin (27.), Johan Vonlanthen (37.), Tranquillo Barnetta (81.), Gelson Fernandes (90.+2') | Paulo Ferreira (30.), Jorge Ribeiro (64.), Fernando Meira (78.), Miguel (81.) | Portugal | Aufstellung Schweiz gegen Portugal |
| Schweiz                                                       | Spieler des Spiels: Hakan Yakin (Schweiz) | | Portugal | Aufstellung Schweiz gegen Portugal |
| 3. Spieltag                                                   | | |          |                                    |
| Sonntag, 15. Juni 2008 um 20:45 Uhr in Basel (St. Jakob-Park) | | |          |                                    |
| Zuschauer: 39.730 (ausverkauft)                               | | |          |                                    |
| Schiedsrichter: Konrad Plautz ( Österreich)                   | | |          |                                    |
| Spielbericht                                                  | | |          |                                    |

## Türkei – Tschechien 3:2 (0:1)
| Türkei                                                        | Türkei | Tschechien | Tschechien | Aufstellung                         |
| ------------------------------------------------------------- | --- | --- | ---------- | ----------------------------------- |
| Türkei                                                        | \| 3. Spieltag \| \| Sonntag, 15. Juni 2008 um 20:45 Uhr in Genf (Stade de Genève) \| \| Zuschauer: 29.016 \| \| Schiedsrichter: Peter Fröjdfeldt ( Schweden) \| \| Spielbericht \|                                                              | \| 3. Spieltag \| \| Sonntag, 15. Juni 2008 um 20:45 Uhr in Genf (Stade de Genève) \| \| Zuschauer: 29.016 \| \| Schiedsrichter: Peter Fröjdfeldt ( Schweden) \| \| Spielbericht \|                                                                               | Tschechien | Aufstellung Türkei gegen Tschechien |
| Türkei                                                        | Volkan Demirel – Hamit Altıntop, Emre Güngör (63. Emre Aşık), Servet Çetin, Hakan Balta – Mehmet Topal (57. Kâzım Kâzım), Mehmet Aurélio, Arda Turan, Tuncay Şanlı – Nihat Kahveci , Semih Şentürk (46. Sabri Sarıoğlu) Cheftrainer: Fatih Terim | Petr Čech – Zdeněk Grygera, Tomáš Ujfaluši , David Rozehnal, Marek Jankulovski – Libor Sionko (84. Stanislav Vlček), Marek Matějovský (39. David Jarolím), Tomáš Galásek, Jan Polák, Jaroslav Plašil (80. Michal Kadlec) – Jan Koller Cheftrainer: Karel Brückner | Tschechien | Aufstellung Türkei gegen Tschechien |
| Türkei                                                        | 1:2 Turan (75.) 2:2 Kahveci (87.) 3:2 Kahveci (89.) | 0:1 Koller (34.) 0:2 Plašil (62.) | Tschechien | Aufstellung Türkei gegen Tschechien |
| Türkei                                                        | Mehmet Topal (6.), Mehmet Aurélio (10.), Arda Turan (62.), Emre Aşık (73.) | Tomáš Galásek (80.), Tomáš Ujfaluši (90.+4'), Milan Baroš (90.+5', auf der Bank) | Tschechien | Aufstellung Türkei gegen Tschechien |
| Türkei                                                        | Volkan Demirel (90.+2', Tätlichkeit) | | Tschechien | Aufstellung Türkei gegen Tschechien |
| Türkei                                                        | Spieler des Spiels: Nihat Kahveci (Türkei) | | Tschechien | Aufstellung Türkei gegen Tschechien |
| 3. Spieltag                                                   | | |            |                                     |
| Sonntag, 15. Juni 2008 um 20:45 Uhr in Genf (Stade de Genève) | | |            |                                     |
| Zuschauer: 29.016                                             | | |            |                                     |
| Schiedsrichter: Peter Fröjdfeldt ( Schweden)                  | | |            |                                     |
| Spielbericht                                                  | | |            |                                     |